# N'Guessan-Brindoukro
N'Guessan-Brindoukro  est une localité du nord-est de la Côte d'Ivoire, située dans la sous-préfécture de Tienkoikro, département de Koun-Fao, région du Gontougo, district du Zanzan. La localité de N’Guessan-Brindoukro est un chef-lieu de commune.
Au recensement de 2014, N'Guessan-Brindoukro compte 1 466 habitants.